# Greta Naterberg
Greta Persdotter Naterberg, född 10 juli 1772 i Nykils församling, Östergötland, död 10 maj 1818  i Slaka församling, Östergötland , var en svensk 
folksångare. 
Hon hade en bred repertoar av ballader och sånger, som nedtecknades av Leonard Fredrik Rääf. Hon var dotter till soldaten Per Callerman och Kerstin Lagesdotter och gifte sig år 1800 med Peter Hansson, som blev grenadjär i Naterstad i Slaka och ändrade sitt namn till Naterberg. 

## Fotnoter
1. ↑  Nykils församlings födelsebok.
2. ↑  Slaka församlings dödbok